# Riccardo Meggiorini
Riccardo Meggiorini (ur. 4 września 1985 w Isola della Scala) – włoski piłkarz występujący na pozycji skrzydłowego lub napastnika. Od 2014 roku zawodnik Chievo.

## Kariera klubowa
Riccardo Meggiorini jest wychowankiem klubu Bovolone. Zawodową karierę rozpoczął w 2004 w Interze Mediolan, w barwach którego 14 listopada w zremisowanym 3:3 meczu z Cagliari Calcio zadebiutował w Serie A. Z Interem Meggiorini zdobył Puchar Włoch, po czym był wypożyczany do innych zespołów. Na tej zasadzie trafiał kolejno do Spezii Calcio (razem z Hernánem Paolo Dellafiore), Pavii oraz Cittadelli.
W sezonie 2006/2007 piłkarz strzelił dla Cittadelli 8 goli w 38 spotkaniach Serie C1 i działacze klubu zdecydowali się wykupić go z Interu na stałe. W kolejnych rozgrywkach Meggiorini awansował z nową drużyną do drugiej ligi. 9 lutego 2009 zdobył wszystkie bramki w zwycięskim 4:0 ligowym pojedynku z Avellino.
Podczas sezonu 2008/2009 włoski gracz strzelił łącznie 18 goli i po zakończeniu rozgrywek jego kartę wykupił Inter Mediolan. W czerwcu 2009 Meggiorini trafił do Genoi w ramach rozliczenia za Thiago Mottę i Diego Milito, jednak już 2 lipca podpisał kontrakt z Bari. Od początku sezonu Włoch był jego podstawowym zawodnikiem. Rozegrał łącznie 31 meczów i strzelił 5 goli.
25 czerwca 2010 Meggiorini odszedł do Genoi, jednak 9 lipca został zawodnikiem Bolonii, która wykupiła połowę praw do jego karty. W 2011 roku trafił do Novary.

## Kariera reprezentacyjna
Meggiorini w latach 2004–2005 rozegrał 3 mecze dla młodzieżowych reprezentacji Włoch do lat 19 oraz 20.